# 卡斯提努斯
弗拉维乌斯·卡斯提努斯（拉丁語：Flavius Castinus），罗马帝国将领，勋贵头衔持有者。

## 生平
卡斯提努斯起初在君士坦提乌斯手下服役。421年君士坦提乌斯去世后，西部皇帝霍诺留与君士坦提乌斯的遗孀、自己的妹妹普拉西提阿之间爆发了权力斗争，卡斯提努斯站在霍诺留一边。双方的矛盾最终在拉文纳街头演变为武装冲突，普拉西提阿被迫于423年初流亡至东部帝国首都君士坦丁堡。
在此期间，卡斯提努斯已被提升为全军统帅（Magister Militum）。422年，他奉命率领大军前往希斯帕尼亚，旨在征讨盘踞在此的汪达尔人。然而，这次远征因内部不和而以惨败告终。将领博尼法斯中途背弃了他，并且拒绝支援，导致罗马军队战败。
423年西部皇帝霍诺留突然去世，没有留下继承人。普拉西提阿与君士坦提乌斯之子瓦伦丁尼安具备对西部皇位的宣称。卡斯提努斯担忧普拉西提阿掌权会对自己不利，遂拥立首席书记官（Primicerius Notariorum）约安尼斯为西部皇帝。卡斯提努斯掌握大权，并于424年被选为执政官。
424年，东部皇帝狄奥多西二世决定不承认约安尼斯的地位，并且宣布瓦伦丁尼安为西部副皇帝，派遣军队进攻西部。425年中，约安尼斯被杀，瓦伦丁尼安成为西部皇帝。卡斯提努斯被流放，可能在阿非利加度过余年。